# لاتین‌نویسی الا-ال‌سی
لاتین‌نویسی الا-ال‌سی (انگلیسی: ALA-LC romanization) مخفف (American Library Association - Library of Congress) مجموعه‌ای از استانداردها برای لاتین‌نویسی یا نوشتن متن با حروف الفبای لاتین است که توسط انجمن کتابخانه آمریکا- کتابخانه کنگره تدوین شده‌است. این مجموعه بر اساس لهجه انگلیسی تدوین شده‌است. برخی از واج‌های این مجموعه، دو حرفی هستند و حروف تعریف نشده در زبان انگلیسی همانند (ق)، به صورت مجهول و با حرف Q معرفی شده‌اند. برای مثال به دلیل اینکه انگلیسی‌زبانان توانایی تلفظ حرف (ق) را ندارند،‌ واژه «قزوین» را به صورت Qazvin نوشته و کزوین می‌خوانند. با اینکه الفبای انگلیسی ناقص است و فاقد حروف (ق ژ خ) می‌باشد، کنگره آمریکا الفبایی بر اساس لهجهٔ خود به صورت یک استاندارد جهانی معرفی کردند. از آنجاییکه این مجموعه با زبان پارسی به‌درستی قابل تطبیق نبوده و استثناهای زیادی در املا و تلفظ حروف ایجاد می‌کند، بنابراین دبیره پارسی لاتین تدوین شده‌است که فاقد هرگونه استثناست و قواعد محکمی دارد.

## لاتین‌نویسی حروف عربی
| الفبای عربی                     | ء‎ / ا | ب | ت | ث  | ج      | ح | خ  | د | ذ  | ر | ز | س | ش  | ص  | ض  | ط  | ظ     | ع | غ  | ف | ق | ک | ل | م | ن | ه | و     | ی / الفبای عربی‎ |
| DIN 31635                       | ʾ / ā | b | t | ṯ  | ǧ      | ḥ | ḫ  | d | ḏ  | r | z | s | š  | ṣ  | ḍ  | ṭ  | ẓ     | ʿ | ġ  | f | q | k | l | m | n | h | w / ū | y / ī           |
| ALA-LC                          | ʼ / ā | b | t | th | j      | ḥ | kh | d | dh | r | z | s | sh | ṣ  | ḍ  | ṭ  | ẓ     | ʻ | gh | f | q | k | l | m | n | h | w / ū | y / ī           |
| الفبای آوانگاری بین‌المللی (MSA) | ʔ, a: | b | t | θ  | dʒ ɡ ʒ | ħ | x  | d | ð  | r | z | s | ʃ  | sˤ | dˤ | tˤ | ðˤ zˤ | ʕ | ɣ  | f | q | k | l | m | n | h | w, u: | j, i:           |